# 黄润玉
黄润玉（1399年—1487年），字孟清，号南山，学者称其为南山先生，浙江鄞县（今浙江省宁波市）人，明朝初年学者、政治人物。历永乐、洪熙、宣德、正统、景泰、天順、成化七朝，逝世于成化二十三年秋九月。

## 生平
明成祖朱棣在1403年称帝，改元永乐，并迁都于北京。永樂元年（1403年），当时北京人口相比南方较少，明成祖朱棣就下令迁徙江南居民特别是富户往北京。黄润玉当时年仅十三岁，请求代替父亲迁居。当时负责的官员嫌弃他年少无知，就说“父去日益老，儿去日益长”，批准了他的请求。
不远万里到了北京后，黄润玉就在京师北门（德胜门，现今土城路）外荒野盖屋子种地，自给自足，同时还勤奋刻苦学习。永樂十八年（1420年），北京乡试《禮記》經魁，授建昌府儒学训导，后来调任往南昌府。宣德年间，出任交阯道（今越南）监察御史。正统元年（1436年），巡按湖广，任上裁撤沉余和玩忽职守的官员达一百余名。累官广西按察司佥事，提督当地学政。改任湖广按察司佥事，遭诬告后贬为安徽和州含山知县，任上大力兴修当地水利，造福于民。
因年迈体衰辞官还乡，回到故乡后筑南山书院讲学，以程朱理学为宗。天順初年，负责修撰《宁波府简要志》，体例洗练简洁，得后人称赞。

## 家族
祖父黄长卿，仕元为蟹浦巡检。父黄良，赠监察御史。子黃隆，甲戌進士，四川按察司副使。

## 著作
- 《四明文献》
- 《含山县图志》
- 《海涵万象录》
- 《经书补注》
- 《考定深衣古制》
- 《南山稿》
- 《先贤赞》